# Kazeroun
Kazeroun (en persan : كازرون / Kâzerun) est une ville de la province du Fars en Iran, située entre Chiraz et Bouchehr.
Le site archéologique de Bishapour se situe environ à une vingtaine de kilomètres de la ville.